# Homalocephala biseta
Homalocephala biseta är en tvåvingeart som först beskrevs av Frey 1908.  Homalocephala biseta ingår i släktet Homalocephala och familjen fläckflugor.
Artens utbredningsområde är Finland. Arten har ej påträffats i Sverige. Inga underarter finns listade i Catalogue of Life.